# Viva Brother
Viva Brother es una banda británica rock fundada en 2010 en Slough (Inglaterra). Inicialmente conocidos como Brother, firmaron con el sello discográfico Geffen Records en octubre y con EMI Publishing en noviembre de 2010. Su álbum debut, Famous First Words, fue publicado el 1 de agosto de 2011 y alcanzó el puesto 34 en la lista oficial de álbumes del Reino Unido. El 1 de abril de 2012 se anunció que la banda se había separado pero posteriormente se volvieron a reunir. 

## Historia
Inicialmente llevaron por nombre Kill the Arcade, Wolf Am I y desde 2010, Brother.  En sus comienzos, el grupo escribió, grabó e interpretó música principalmente en el género emo.   El sonido de la banda fue desarrollándose, citando como influencias a grupos como Blur, The Smiths y Morrissey, la banda comenzó a tocar en los centros comunitarios locales. En una entrevista para Drowned in Sound, Leonard Newell afirmó que su interés musical comenzó a cambiar después de que comenzara a ir a un club nocturno llamado We love the 90's. El DJ  Zane Lowe en BBC Radio 1 reprodujo una maqueta de la canción "Darling Buds of May". Lowe también retomó el blog de la banda. El sitio presentaba un vídeo de la grupo preparando y tocando un concierto no anunciado frente a la estación de tren de Slough, junto con un vídeo promocional que habían grabado con el dinero que habían ganado tocando en conciertos locales. En octubre de 2010 firmaron un contrato con Geffen Records y EMI Publishing en noviembre siguiente. 
En enero de 2011, Brother entró en estudio para grabar, con la producción de Stephen Street, su álbum debut.  El 5 de marzo, la banda apareció en el programa matutino de fútbol Soccer AM, y reveló que el nombre de su álbum sería Famous First Words, después de discutirlo en la cantina apenas media hora antes de la entrevista. Lanzaron su sencillo debut, "Darling Buds of May" el 27 de junio de 2011. A esto le siguieron tres sencillos más, "New Year's Day" y "". En junio de 2011, la banda se vio obligada a cambiar su nombre de Brother a Viva Brother debido a una demanda presentada por otra banda, también llamada Brother. Leonard Newell admitió que su banda siguió adelante con el cambio de nombre a pesar de ser consciente de que otros músicos ya estaban usando el nombre.
Viva Brother lanzó su álbum debut, Famous First Words, el 1 de agosto de 2011. El álbum, criticado por su falta de contenido original, alcanzó el puesto 34 en la lista oficial de álbumes del Reino Unido en su primera semana de lanzamiento. El 3 de octubre de 2011, la banda lanzó su último sencillo de Famous First Words, "Time Machine".
A principios de 2012, la banda publicó imágenes de la grabación de su segundo álbum en su página oficial de Twitter, sin embargo, el 1 de abril de 2012 se anunció que se habían separado, aunque inicialmente se pensó que era una broma del Día de los Inocentes. Viva Brother se reinventó como grupo pop con el nombre de Lovelife, formado por Newell, Jackson, Colucci y Ally Young, anteriormente de la banda 'Mirrors'.
Viva Brother subió un vídeo críptico a sus plataformas de redes sociales el 22 de septiembre de 2017, insinuando un anuncio para el 3 de octubre. La banda confirmó que se reunirían y que su primer concierto se llevaría a cabo en The Garage, en Londres, el 30 de noviembre. La banda también lanzó una nueva canción, "Bastardo", a través de Spotify.

## Discografía
- 2011 - Famous First Words[11][12]
- 2017 - II

### Sencillos
- 2011 - "Darling Buds of May"
- 2011 - "Still Here"
- 2011 - "New Year's Day"
- 2011 - "Time Machine"
- 2017 - "Bastardo"
- 2017 - "Womankind"
- 2017 - "I Don't Wanna Be Loved"